# Proshermacha tepperi
Proshermacha tepperi is een spinnensoort uit de familie Anamidae. De wetenschappelijke naam van de soort werd voor het eerst geldig gepubliceerd in 1902 door Hogg.